# きみなび
きみなびは、千葉県君津市にある君津商工会議所が、市の活性化事業の一環として開設した地域情報発信サイト。君津市およびその周辺地域の観光・イベントなどの情報を主に取り扱っている。

## 概要
2009年4月に開始され、君津商工会議所に登録されている事業所・店舗情報などを中心に取り扱っている。2011年8月30日現在550事業所が登録されている。

## キャラクター
君津市のマスコットキャラクターである「きみぴょん」がサイト上で利用されている。